# Mary Cholmondeley

Mary Cholmondeley, aus einer Publikation von 1906

Mary Cholmondeley (geboren am 8. Juni 1859 in Hodnet/Shropshire; gestorben am 15. Juli 1925 in London) war eine britische Schriftstellerin. Sie wuchs als Mitglied einer Adelsfamilie auf dem Land auf und gehörte zu den New-Woman-Autorinnen. In ihren Romanen behandelte sie feministische und sozialkritische Themen in satirischer Weise. Ihr bekanntestes Werk war der Skandalroman Red Pottage aus dem Jahr 1899.

## Leben
Cholmondeley war das dritte Kind des Pfarrers Rev. Richard Hugh Cholmondeley (1828–1910) und dessen Frau Emily (geborene Beaumont; 1832–1895). Beide Elternteile entstammten Adelsfamilien. Die Familie übersiedelte zwei Jahre nach ihrer Geburt nach Farnbourough in Warwickshire. Von 1865 bis 1874 lebte die Familie in Leaton und zog anschließend, aufgrund der Ernennung des Vaters zum Pfarrer, wieder zurück nach Hodnet. Die insgesamt acht Kinder erhielten den üblichen Unterricht durch Gouvernanten, darüber hinaus bekamen sie vom Vater verschiedenste Romane von Walter Scott über George Eliot bis Charles Dickens vorgelesen. Die Mutter förderte sie, indem sie Theaterstücke schrieb und mit den Kindern inszenierte und sie zum Erfinden eigener Geschichten anregte. Neben kurzen Geschichten, welche Cholmondeley für ihre jüngeren Geschwister erfand, malte sie auch. Ihre Schwestern malten ebenfalls und Hester Cholmondeley verfasste Gedichte und andere Texte. Wegen der Verschlechterung des Gesundheitszustandes ihrer Mutter im Dezember 1875 musste sie ihren Unterricht abbrechen und die Haushaltsführung übernehmen. Durch ihre weitverzweigte Verwandtschaft ergab sich für sie immer wieder die Möglichkeit eines Urlaubes. Sie verbrachte Ferien in Hodnet Hall, dem Sitz der Familie Heber-Percy und in Condover Hall, dem Stammsitz der Familie Cholmondeley. Besonders wichtig für sie waren ihre Besuche in London bei ihrer Großmutter Catherine Legard (Beaumont, geb. Carlyle) welche sie in die Kunst- und Literaturszene einführte und durch welche sie die Schriften Ralph Waldo Emersons kennenlernte.

### Leben in Hodnet
Da sich der Gesundheitszustand der Mutter nicht besserte, musste Mary Cholmondeley in den folgenden Jahren immer mehr Aufgaben übernehmen. Neben der Führung des Haushaltes, der zu diesem Zeitpunkt aus 18 Personen bestand, hatte sie Aufgaben in der Pfarrgemeinde zu erfüllen und für ihre jüngeren Geschwister zum Teil die Mutterrolle einzunehmen. Sie litt von Kindheit an unter schweren Asthmaanfällen, durch welche sie körperlich geschwächt und anfällig für Grippe, Bronchitis und Ähnliches war, wodurch sie bisweilen mehrere Wochen krank war. Diese Umstände ließen ihr nur wenig Zeit für vereinzelte Besuche in London und künstlerische Tätigkeiten, dennoch begann sie in dieser Zeit ihren ersten (unveröffentlichten) Roman Her Evil Genius zu schreiben, welchen sie 1876 fertigstellte. Damit verbunden erwachte der Wunsch nach einer Karriere als Schriftstellerin in ihr, welcher zu mehreren Romanen führen sollte. Vermutlich zwischen 1878 und 1885 hatte sie eine Beziehung zu einem unbekannten Mann, welche jedoch nicht in der von ihr erhofften Heirat endete. Es gibt kaum Informationen dazu, da sie in ihrem Tagebuch die Seiten, welche möglicherweise darüber Aufschluss gegeben hätten, entfernt hatte. Anfang der 1880er Jahre begann sie ernsthaft zu schreiben und konnte erste Geschichten in Zeitschriften veröffentlichen. 1892 starb ihre jüngste Schwester Hester, welcher Cholmondeley zuvor noch versprochen hatte, ihr Werk zu veröffentlichen. Kurze Zeit davor wurde ihre Nichte Stella Benson geboren, mit welcher sie eine enge Beziehung hatte und deren spätere Karriere als Autorin sie durch ihre Ermutigungen und ihren Einfluss förderte. Bensons erster Roman erschien bei Cholmondeleys Verleger Macmillian. 1895 starb ihre Mutter nach langer Krankheit.

### Londoner Jahre
1896 ging ihr Vater in Pension und zog mit Mary, Diana und Victoria nach Albert Gate Mansions in Knightsbridge, London, da die Familie zur gleichen Zeit den Verlust von Condover Hall durch die Misswirtschaft des Onkels hinnehmen musste. Durch den Umzug und den Wegfall der Pflichten in der Pfarrgemeinde ihres Vaters gewann Cholmondeley viel Zeit für sich und konnte in engeren Kontakt mit der Literaturszene treten. In den folgenden Jahren konnte sie sich gänzlich ihrer Karriere als Autorin widmen, da ihr von ihren beiden Schwestern ein großer Teil der häuslichen Verpflichtungen abgenommen wurde. Aufgrund ihrer Krankheit und der daraus resultierenden schlechten gesundheitlichen Verfassung, war sie aber nicht immer in der Lage zu arbeiten. Zudem führte die (damals übliche) Behandlung mit Morphium zu einer Abhängigkeit, mit welcher Cholmondeley über Jahre kämpfte. Nachdem sie schon früher festgestellt hatte, dass sie sowohl das Landleben als auch das Stadtleben brauchte, pachtete sie 1907 ein Cottage in Ufford, Suffolk und begann es zu renovieren. 1910 starb ihr Vater und sie musste erneut umziehen, dieses Mal nach Leonard Place, London, wo sie mit ihrer Schwester Victoria lebte. Während des Ersten Weltkrieges arbeitete sie ab April 1917 für das Wounded and Missing Detachment, wo sie Bürotätigkeiten ausführte und Briefe an Hinterbliebene von Soldaten schrieb. 1919 übersiedelte sie mit Victoria nach Kensington. Zwei Jahre später, nach einer Krankheit und möglicherweise in Verbindung mit einem Schlaganfall, verschlechterte sich ihr Gesundheitszustand und sie verbrachte den Großteil ihrer letzten Jahre in London, wo sie am 15. Juli 1925 nach schwerer Krankheit im Alter von 66 Jahren verstarb.

### Karriere
Das erste Zeugnis von Cholmondeleys schriftstellerischer Tätigkeit ist ein Almanach für das Jahr 1872, in welchem sie das tägliche Leben in Leaton beschrieb. Ihr Ende 1872 begonnenes Tagebuch führte sie über nahezu 40 Jahre bis kurz vor Beginn des Ersten Weltkrieges, nach ihrem Tod vermachte sie das drei Bände umfassende Werk ihrem langjährigen Freund und Biografen Percy Lubbock, welcher es als Basis für eine Biografie verwendete. Zudem verfasste sie schon als Kind satirische Kurzgeschichten. Doch war in ihrer Kindheit die Malerei das eigentliche Zentrum ihres Interesses. Nachdem sie 1876 Her Evil Genius geschrieben hatte, attestierte sie sich jedoch selbst mangelndes zeichnerisches Talent und wandte sich der Schriftstellerei zu.
In den frühen 1880er Jahren erschien eine erste Kurzgeschichte von ihr anonym in The Graphic. Sie fuhr fort, Texte an Magazine zu schicken und 1884 erschien Lisle’s Courtship in Household Words. Im Jahr davor lernte sie Anne Thackeray Ritchie kennen, welche sie fortan unterstützte. Im Jahr 1887 schrieb sie den Kriminalroman The Danvers Jewels, in welchem sie die imperiale Politik Großbritanniens hinterfragte. Auf Rat von Ritchie sandte sie ihn an George Bentley, der ihn annahm. Von Januar bis März 1887 erschien er anonym als Fortsetzungsroman in Temple Bar und anschließend in Buchform. Abgesehen von seiner Rolle als Verleger wurde Bentley für Cholmondeley auch zu einem wertvollen Kritiker und Ratgeber. Im selben Jahr begann sie Sir Charles Denvers, eine Fortsetzung ihres ersten Romans, zu verfassen, welche 1889 anonym als Buch verlegt wurde. Das erste Werk, das unter ihrem Namen erschien, war 1893 Diana Tempest. Darin behandelte sie das Thema der Abhängigkeit von Frauen von einer ihren Lebensunterhalt und sozialen Stellung sichernden Heirat, zudem kritisierte sie allgemein das Gesellschaftssystem. 1895 starb ihr Verleger und Mentor George Bentley, der Verlag wurde von seinem Sohn übernommen, jedoch drei Jahre später verkauft, was zu großen Schwierigkeiten für Cholmondeley führte. Die Probleme begannen schon 1896 als A Devotee: An Episode in the Life of a Butterfly als Serie in Temple Bar erschien, jedoch vom Verlag kein Interesse an einer Buchausgabe bestand. So verkaufte sie es 1897 an Edward Arnold.
Im Herbst 1899, nach zahlreichen Verzögerungen, stellte sie ihren nächsten Roman Red Pottage fertig und verkaufte die Rechte wieder an Arnold. Dieser bot ihr £1.000 dafür und versicherte ihr, dass der amerikanische Markt uninteressant sei, weshalb die Erlöse daraus nicht, wie von ihr gewünscht, separat im Vertrag behandelt wurden. Das Buch wurde ihr größter Erfolg, von dem sie aber aufgrund der Vereinbarung mit Arnold finanziell nicht profitieren konnte. Inhaltlich thematisierte sie wieder die Position der Frau in der Gesellschaft, wobei sie nicht nur eine „Neue Frau“ im Sinne der New Woman Writers forderte, sondern auch einen „Neuen Mann“. Cholmondeley sprach darin die Schwierigkeit der Künstlerin an, neben ihren zahlreichen Pflichten im Haushalt Zeit für ihre Kunst zu finden. Womit sie auf ihre eigene Situation vor dem Umzug nach London Bezug nahm. Eine weitere Verbindung zu ihrem Leben ist die Erwähnung der Auswirkungen von Morphium. Zudem brachte sie viele Ängste und Konflikte der Zeit zum Ausdruck und übte starke Kritik an der Anglikanischen Kirche, was den Roman zum Skandalobjekt machte. Ihrer durch den Roman verursachten Berühmtheit stand sie kritisch gegenüber, da sie bis dahin Auftritte in der Öffentlichkeit eher gemieden hatte. Sie erkannte aber, dass es ein wichtiger Bestandteil des finanziellen Erfolges und auch literarischem Status war. Aufbauend auf dem Roman verfasste sie ein Drama, welches jedoch nie zur Aufführung kam.
Ihr nächster Roman Prisoners (Fast Bound in Misery and Iron) erschien 1906. Im selben Jahr beendete sie die Lektüre des schriftstellerischen Nachlasses ihrer Schwester Hester und arbeitete daran, ihr Versprechen einzuhalten, ihr Werk zu veröffentlichen. Notwithstanding, 1913, war ihr letzter Roman, den sie veröffentlichte. In welchem sie sich, wie schon in Prisoners, von ihren früheren Heldinnen des Fin de Siècle abwandte und stattdessen eine unglückliche junge Frau und ihre Liebesgeschichte erzählte. 1918 erschien mit Under One Roof: A Family Record schließlich das Hester versprochene Buch, welches aber, entgegen der ursprünglichen Idee, nicht ausschließlich von ihrer Schwester, sondern von der ganzen Familie handelte.
Während ihrer gesamten Karriere verfasste Cholmondeley Kurzgeschichten, welche in Zeitschriften und den Sammlungen Moth and Rust, The Lowest Rung und The Romance of His Life and Other Romances erschienen. Neben den in den Romanen behandelten Themen finden sich in den Kurzgeschichten auch andere wie zum Beispiel Epistemologie, worin sich ihr Interesse für Philosophie, insbesondere für Emerson, Platon sowie deutsche und französische Philosophen, zeigte. Sie behandelte auch das Frauenwahlrecht, welchem sie aber nicht unkritisch gegenüberstand, (sie war mit Befürwortern und Gegnern befreundet). Ihrer Meinung nach brauchten Frauen in erster Linie mehr Rechte und mehr Respekt für ihren Wunsch nach Selbständigkeit. Es finden sich aber auch andere Genreeinflüsse in ihren Kurzgeschichten, wie etwa Elemente des Gothic, vermutlich beeinflusst durch ihre private Lektüre und ihre Freundschaft mit Rhoda Broughton.

## Werke
- Her Evil Genius (unveröffentlicht und verschollen), 1867.
- The Danvers Jewels anonym als Fortsetzungsroman in Temple Bar und als Buch bei Bentley & Son 1887 (Ausgabe 1898, archive.org).
- Sir Charles Denvers anonym als Fortsetzungsroman in: Temple Bar und als Buch bei Bentley & Son 1889 (Ausgabe  Macmillan, London 1902, archive.org).
- Diana Tempest als Fortsetzungsroman in Temple Bar und als Buch bei Bentley & Son 1893.
- A Devotee: An Episode in the Life of a Butterfly als Fortsetzungsroman in Temple Bar 1896 und als Buch bei Edward Arnold 1897.
- Red Pottage: Edward Arnold, London 1899.
- Moth and Rust: John Murray, London 1902 (archive.org).
- Prisoners (Fast Bound in Misery and Iron) als Fortsetzungsroman in Lady’s Realm und als Buch bei Hutchinson 1906 (archive.org).
- Notwithstanding: John Murray, London 1913.
- The Lowest Rung: John Murray, London 1908.
- Under One Roof: A Family Record: John Murray, London 1918.
- The Romance of His Life and Other Romances: John Murray, London 1921.

Deutsche Übersetzungen
- Diana, [Diana Tempest] Mary Cholmondeley, Ü: Anna Kellner Verlag: Leipzig: Reclam um 1900.
- Motten und Rost. In: Prager Tagblatt, 25. Dezember 1903, S. 25 (online bei ANNO). ([Moth and Rust]; Teil 1; Ü: Hedwig Raabe)
  - Fortsetzungen:
- Die Falle. In: Die Zeit, 7. August 1903, S. 19 (online bei ANNO). (Teil 1)
- Die Falle. In: Die Zeit, 8. August 1903, S. 15 (online bei ANNO). (Teil 2)
- Die Falle. In: Die Zeit, 10. August 1903, S. 1 (online bei ANNO). (Teil 3)
- Die Falle. In: Die Zeit, 11. August 1903, S. 17 (online bei ANNO). (Teil 4)
- Die Falle. In: Die Zeit, 12. August 1903, S. 17 (online bei ANNO). (Teil 5)
- Um ein Linsengericht, [Red Pottage] Mary Cholmondeley, Ü: Anna Kellner, Leipzig: Reclam 1906.
- Losgelassen, [Let Loose] Mary Cholmondeley, Ü: Heiko Postma, Hannover: JMB 2024. ISBN 978-3-95945-057-7.

## Rezeption
Schon Cholmondeleys frühe Werke The Danvers Jewels, Sir Charles Danvers und Diana Tempest waren erfolgreich und wurden in mehreren Editionen verlegt. Sie erhielten positive Rezensionen, in welchen sie als klug und lustig gelobt wurden.
Das größte Echo rief Red Pottage, ihr Künstlerroman, hervor, welcher ein sofortiger Erfolg war. Veröffentlicht im Oktober 1899 erschien schon im Dezember desselben Jahres die dritte Auflage. Sowohl in britischen als auch in amerikanischen und kanadischen Magazinen erschienen dazu zahlreiche Rezensionen. Der Roman wurde in mehrere Sprachen übersetzt und, wie andere ihrer Werke, in die Tauchnitz Edition Collection of British Authors aufgenommen.
Ihr nächster Roman Prisoners (Fast Bound in Misery and Iron) erreichte nicht den Erfolg des Vorgängers, dennoch wurden in den ersten drei Wochen nach Erscheinen 25.000 Stück verkauft und er erhielt etwa 70, meist positive Rezensionen. Basierend auf der Kurzgeschichte The Hand on the Latch wurde von Cyril Maude 1911 ein Theaterstück inszeniert, welches jedoch nur eine Aufführung erlebte. 1921 wurde Moth and Rust von Sidney Morgan als Stummfilm produziert.
Nach ihrem Tod erschien 1928 die von ihrem Freund Percy Lubbock verfasste Biografie Mary Cholmondeley, a Sketch from Memory. Mary Cholmondeley geriet danach rasch in Vergessenheit und verschwand für mehrere Jahrzehnte aus dem Bewusstsein der Leserschaft. Erst um das Jahr 1980 wurde sie wiederentdeckt und zog als eine wichtige, wenn auch zum Teil ambivalente, Vertreterin der New Woman Autorinnen vermehrt Interesse auf sich. Seitdem erschienen mehrere wissenschaftliche, kritische Artikel zu ihrem Werk. Ihre Bücher erlebten Neuauflagen und Red Pottage 2019 eine Neuübersetzung in spanischer Sprache.

„Morgen Freitag beginnen wir in unserem Abendblatt mit der Veröffentlichung einer kurzen Novelle Die Falle. Von Mary Cholmondeley. Es ist eine Geschichte von ungewöhnlicher Feinheit, die wir unseren Lesern hier bieten. Die knappe Darstellung trägt auf das wirkungsvollste dazu bei, der überaus spannenden Handlung mehr Reiz zu verleihen. Hebbels Wort: ‚Darüber kann kein Mann hinweg‘, wird in dieser Novelle widerlegt, und die psychologische Motivirung, die das männliche Verzeihen hier erhält, wird um ihrer Originalität willen gewiß großes Interesse erwecken.“

„In unserer morgigen Nummer beginnen wie mit der Veröffentlichung eines neuen Romans ‚Motten und Rost‘ von Mary Cholmondeley, aus dem Englischen für das ‚Prager Tagblatt‘ übersetzt von Hedwig Raabe. Der Roman hat in England einen außerordentlichen Erfolg zu verzeichnen, indem vier Wochen nach seinem Erscheinen bereits 20.000 Exemplare abgesetzt waren. Der Erfolg erklärt sich durch die dem Roman zugrundeliegende reizvolle, ernste Lebensbetrachtung und humoristische Anschauung verbindende Liebesgeschichte, in der uns moderne, kluge und liebenswürdige Menschen entgegentreten.“